# European Organisation for Caries Research
Die European Organisation for Caries Research (ORCA) ist eine internationale Gesellschaft zur Erforschung und Prävention der Zahnkaries. Sie geht zurück auf die in einer Arbeitssitzung am 7. und 8. November 1953 in Konstanz gegründete Europäische Arbeitsgemeinschaft für Fluorforschung und Kariesprophylaxe (EAFK). Laut Internet-Seite der Organisation ist derzeit (Stand 2024) Margherita Fontana (USA) Präsidentin.

## Geschichte
Nach dem Zweiten Weltkrieg waren der Schweizer Zahnarzt Hans Robert Held (1910–1998) und der deutsche Zahnarzt Hans Joachim Schmidt (1907–1981) aus Stuttgart von Berichten aus den USA über die karieshemmende Wirkung von fluoridhaltigem Trinkwasser beeindruckt, die der US-amerikanische Zahnarzt Henry Trendley Dean (1893–1962) untersucht hatte. Anfang der 1950er Jahre fiel diese Nachricht mit Berichten über eine dramatisch zunehmende Kariesrate zusammen. In diesem Zusammenhang wurde einerseits auf eine stärkere Sensibilisierung der Zahnärzteschaft für das Problem hingewiesen, andererseits auf die ernährungsreiche Zeit nach den Entbehrungen während des Zweiten Weltkriegs.

### Gründung
Einem fauxpas des Stuttgarter Zahnarztes Hans Joachim Schmidt ist der Hinweis zu verdanken, dass er offenbar bereits 1949 eine „Europäische Arbeitsgemeinschaft für Fluorforschung“ gründen wollte und in einem Rundschreiben acht Teilnehmer nannte, die er zur aktiven Mitarbeit aufforderte. Dass er im Zusammenhang mit einer weiteren Vereinsgründung („Institut für Kariesforschung und Kieferorthopädie der Württembergischen Zahnärzteschaft e.V.“) die „Unfähigkeit der Universitäten zur wissenschaftlichen Leistung, bedingt durch sachliche und persönliche Mängel“ – Schmidt mag Personalmangel gemeint haben – als Anlass anführte, verärgerte allerdings Hans-Hermann Rebel, den Leiter des Zahnmedizinischen Instituts der Universität Tübingen. Rebel, der seit 1948 zusammen mit Adolf Knappwost der Fluorfrage experimentell nachging, kritisierte daraufhin öffentlich, dass er ohne seine Zustimmung auf Schmidt’s Liste als Teilnehmer genannt wurde, während zeitgleich in einem anderen Schreiben auf die „Unfähigkeit der Universitäten ...“ verwiesen würde. Bezüglich der Gründung der genannten Arbeitsgemeinschaft erklärte Schmidt später, dass er Anfang 1953 ein Schreiben des Schweizer Zahnarztes Hans Robert Held (1910–1998) erhalten habe „mit der Bitte ihn zu besuchen um den Gedanken zu prüfen, ob eine derartige Arbeitsgemeinschaft ins Leben gerufen werden sollte.“ Held soll verheiratet gewesen sein mit der Inhaberin der Fabrik, die die Zymafluor-Tabletten herstellte. Nach einer anderen Quelle hat er in Zusammenarbeit mit Forschern der Zyma AG, Nyon, die ersten in der Schweiz erhältlichen Fluorid-Tabletten entwickelt. In diesem Zusammenhang wird von anderer Seite auch Victor Demole als Zyma-Forscher genannt. Held hatte bereits 1950 in der Schweiz einen „Fluormangel“ konstatiert und 1952 im Zyma Journal auch über seine Fluorid-Arbeiten berichtet, die die Fluorpassage nach Fluormedikation während der Schwangerschaft und in der Stillzeit betrafen. Als Schmidt sich am 28. Februar in Genf mit Held traf, habe er den Auftrag erhalten, die erste Satzung für die neue Arbeitsgemeinschaft zu entwerfen. Zur konstituierenden Sitzung in Konstanz trafen sich im November 1953 neben Held und Schmidt die Österreicher Sepp Koller und Horst Leonhardt, die Deutschen Walter Drum, Hertha Hafer, Adolf Knappwost, Erwin Ott, Hans Heuser, sowie die Schweizer H. Schmid und Victor Demole, letztere als Repräsentanten der Fluorkommission der Schweizerischen Akademie der Medizinischen Wissenschaften, die sich an der Gründung beteiligte und deren Präsident, Arthur Jean Held (1905–1999), als Präsident der neu gegründeten Vereinigung deren ersten Kongress in Salzburg leiten sollte.
Die Ziele der Organisation wurden wie folgt festgelegt:
- Das Studium des Fluorproblems zu fördern
- Das Ansehen der Fluorforschung und der zahnprophylaktischen Maßnahmen und deren wissenschaftliche Ergebnisse zu wahren und zu schützen sowie dem Missbrauch entgegenzutreten
- Die an dieser Aufgabe arbeitenden Forscher ungeachtet der Landesgrenzen zusammenzuführen.[13]

Der erste Kongress der Europäischen Arbeitsgemeinschaft für Fluorforschung und Kariesprophylaxe (EAFK) fand im Mai 1954 in Salzburg statt. Die Vorträge beim dortigen Kongress wurden in der Zeitschrift Stoma (Schriftleiter: Hans Heuser) veröffentlicht, danach erschienen ausführlichere Kongressberichte gelegentlich in einer zahnärztlichen Zeitschrift des Landes, in dem der Kongress jeweils stattfand. Ab dem 9. Kongress in Paris 1962 wurden für wenige Jahre die Vorträge der jährlichen Kongresse als Advances in Fluorine Research and Dental Caries Prevention in Buchform herausgegeben, bis man schließlich beim Kongress in Perugia 1966 Caries Research als neues Publikationsmedium ankündigte. Die Zeitschrift erscheint seit 1967 zweimonatlich und hat einen Impact Factor von 2.9.
Die Abkürzung ORCA für die Arbeitsgemeinschaft wurde beim Kongress 1956 in Marburg und Kassel zum ersten Mal verwendet. Im selben Jahr ermöglichten enge Kontakte von Hans Robert Helds Familie mit dem Schweizer Uhrenhersteller Rolex die Einrichtung des ORCA-Rolex-Preises für herausragende Arbeiten auf dem Gebiet der Kariesforschung. Rolex stiftete 30 goldene Armbanduhren neuester und raffiniertester Ausführung um die jeweils drei besten Arbeiten der nächsten 10 Kongresse zu belohnen.

### Namensänderung
Nachdem bereits 1962 zwei sich zeitlich überschneidende Symposien (eines in Bern vom 15.–17. Oktober, ein anderes, von der ORCA gesponsert, in Zürich vom 16.–18. Oktober) nicht nur zu Terminkonflikten unter Fluorforschern geführt hatten, wirkte sich 1966 ein weiterer Konflikt zwischen Fluoridgegnern und -befürwortern auch auf die ORCA aus. Anfang Juni 1966 hatten George Waldbott und Albert Burgstahler Schreiben an internationale Fluorforscher verschickt, in denen sie zur Gründungsveranstaltung der „American Society for Fluoride Research“ (später „International Society for Fluoride Research“ (ISFR) benannt) einluden. Ebenfalls im Juni 1966 wurden bei der ORCA-Hauptversammlung am Ende des 13. Kongresses in Perugia (Italien) Rudolf Naujoks als Organisator des nächsten Kongresses (1967 in Würzburg) zum Co-Präsidenten und Fritz Bramstedt in den wissenschaftlichen Beirat gewählt. In der gleichen Versammlung wurde beschlossen, den Namen der Organisation in Europäische Arbeitsgemeinschaft für Kariesforschung bzw. European Organization for Caries Research (ORCA) zu ändern. Dass ausgerechnet die „Fluorforschung“ aus dem Namen gestrichen wurde, machte Schmidt zunächst fassungslos. Die Absicht der Gründungsmitglieder, die Fluorforschung restlos zu klären, sei keineswegs erfüllt und die („angebliche“) Namensänderung verstoße gegen die Statuten. Dann fand er sich mit der Änderung ab, erklärte, sie sollte ein Signal setzen: „Die ORCA wird zukünftig derartige Themen nicht mehr diskutieren“, erklärte Schmidt. „Die TWF hat sich als sicher, unschädlich, technisch durchführbar und billig erwiesen.“ Unter dem Vorsitz von Rudolf Naujoks, dem 1967 gewählten ORCA-Präsidenten, hielt Walter Künzel 1967 einen Vortrag, den Schmidt als „Schlußstrich unter das Thema Trinkwasserfluoridierung“ bezeichnete. Naujoks soll 1967 den Kariesforscher Neil Jenkins zum ersten Kongress der ISFR in Frankfurt entsandt haben, um dort den Standpunkt der ORCA zu vertreten.

## Aktivitäten
ORCA verschrieb sich Anfang der 1950er Jahre verstärkt der zahnärztlichen Prävention. Bis dahin stand in der Zahnmedizin die Therapie bereits entwickelter Schäden im Vordergrund, überwiegend mittels Zahnfüllungen oder Extraktionen. Die Zahnmedizin wurde von der Kieferchirurgie dominiert. Von ORCA Mitgliedern wurde eine einheitliche Grundlage für den DMFT-Index angestrebt, mit dem epidemiologische Studien durchgeführt wurden und der sowohl durch die Weltgesundheitsorganisation (WHO), als auch die FDI World Dental Federation Akzeptanz fand. Es folgten kontroverse Diskussionen über die Wirkungen der Fluoridierung. Die Bemühungen der Forscher werden von Anbeginn beim jährlichen Fachkongress präsentiert.